# Projet X (film, 2001)
Pour les articles homonymes, voir Projet X.
 Pour plus de détails, voir Fiche technique et Distribution
Projet X est un film pornographique français réalisé par Fred Coppula pour la société Blue One, sorti en 2001.

## Synopsis
Dans ce film, Océane a des visions d'une femme (Estelle Desanges) qui se montre assez portée sur le plaisir charnel et qui la pousse à assouvir ses désirs.
Très vite, Océane s'exécute et a des rapports sexuels avec les gens qu'elle va rencontrer dans le chalet où l'emmène Clara Morgane. Cette partie du film se termine lorsque Estelle Desanges révèle à Océane qu'elle est la représentation de ses désirs et que, maintenant qu'elle a enfin compris qu'elle doit prendre du plaisir, son rôle est terminé, et elle peut désormais la quitter.
Ce film est atypique par rapport aux autres films pornographiques puisque Fred Coppula montre des scènes liées à la réalisation du projet que les autres films ne montrent pas, comme une discussion avec un dirigeant de Blue One, des scènes de tournage montrant des acteurs qui parviennent difficilement à terminer leurs scènes à cause de problème d'érection ; on y voit aussi une actrice se préparer pour sa scène. La scène de la partouze est aussi particulièrement torride avec de multiples doubles pénétrations vaginales.
À la fin du film, Estelle Desanges et Océane, agacées par cette façon de travailler de Fred Coppula, décident de partir s'il ne se remet pas à tourner des scènes de façon traditionnelle. Fred Coppula n'a d'autre choix que d'obéir aux désirs des deux actrices.

## Distribution
- Clara Morgane
- Océane
- Sabrina Ricci
- Estelle Desanges
- Maeva Exel
- Estelle Laurence
- Lisa Crawford
- Sophie Roche
- Nomi
- Bamboo
- Greg Centauro
- Sebastian Barrio
- Titof
- Pascal Saint James
- Ian Scott
- Reda
- Gilles Stuart
- Edd Exel
- Fred Coppula
- Celine Kasia